# Daytripper
Daytripper. Dzień po dniu (ang. Daytripper) – amerykańska mini-seria komiksowa, stworzona przez brazylijskich braci: Fábia Moona i Gabriela Bá. Ukazała się pierwotnie w dziesięciu częściach nakładem wydawnictwa DC Comics w imprincie Vertigo od lutego do listopada 2010 r., a następnie w 256-stronicowym wydaniu zbiorczym w 2011 r. W tej drugiej formie komiks ukazał się po polsku w 2012 r. nakładem wydawnictwa Mucha Comics.
Głównym bohaterem komiksu jest Brás de Oliva Domingos, syn brazylijskiego pisarza, który opisuje życie swoich bliskich w krótkich felietonach. Sam jednak nie jest gotów, żeby zacząć pisać o sobie. Nieśpieszna, nostalgiczna w nastroju narracja pokazuje dojrzewanie młodego mężczyzny i kolejne etapy jego życia: pierwszą miłość, małżeństwo, narodziny dziecka.
Daytripper został przychylnie przyjęty przez krytykę. W 2011 r. w Stanach Zjednoczonych twórcy komiksu otrzymali Nagrodę Eisnera za najlepszą mini-serię, Nagrodę Harveya za najlepszy pojedynczy album i Eagle Award (Nagrodę Orła) za ulubiony nowy komiks.